# Craft Sportswear
Unter der schwedischen Marke Craft Sportswear (früher CRAFT of Scandinavia) firmiert ein Hersteller technischer Sportbekleidung. Gegründet wurde die Marke 1977 im südschwedischen Borås, einer traditionellen Textil-Stadt. Borås ist auch heute noch Hauptsitz der Firma.
Der Ursprung von Craft liegt in der Entwicklung von Funktionswäsche, die als zweiflächige Maschenware nach dem Prinzip des Kapillareffekts funktioniert. Inzwischen produziert CRAFT Sportbekleidung für alle drei Bekleidungsschichten im Lagensystem. CRAFT agiert weltweit und konzentriert sich vor allem auf Langlauf, Triathlon, Radsport und Leichtathletik.

## Geschichte
1973 begann der Schwede Anders Bengtsson mit der Erforschung von Materialien und Strickkonstruktionen, die bei körperlicher Belastung (Arbeit oder sportliche Aktivitäten) den menschlichen Körper unterstützt, seinen Temperaturhaushalt zu regeln – ihn also ganz nach Bedarf zu kühlen oder warm zu halten. Zu seinen umfangreichen praktischen Tests zählte auch, vor und nach sportlicher Aktivität die Kleidungsstücke zu wiegen – und somit auch das Gewicht der Feuchtigkeit zu ermitteln.
Bengtsson entwickelte schließlich einen zweiflächigen Strick mit einem Kapillargefälle aus Polyester-Fasern. Bei dieser Strickkonstruktion werden für die Innen- und Außenseite des Stricks unterschiedlich dicke Fasern verwendet – innen etwas dicker, außen dünner. Durch das daraus resultierende Kapillargefälle wird Schwitzfeuchtigkeit von der Haut weg kontrolliert nach außen abtransportiert.
Die Marke Craft wurde offiziell 1977 gegründet. Wenig später begann das Unternehmen neben Funktionsunterwäsche auch Bekleidung für die zweite Lage (zum größten Teil aus Fleece-Material) und Oberbekleidung herzustellen. Heute gehört zum Produktportfolio des Unternehmens nehmen einem breiten Spektrum von Funktionswäschequalitäten (für verschiedene Level an körperlicher Aktivität sowie unterschiedliche Umgebungstemperaturen) vor allem Bekleidung für Ausdauersportler (Radfahrer, Läufer, Leichtathleten, Skilangläufer, Triathleten) sowie Mannschaftssportarten.

## Unternehmensübernahmen
Seit 1996 gehört die Marke CRAFT zur schwedischen New Wave Group.

## Sponsoring
Zu dem „Craft Athleten-Team“ zählen mehrere Nationalmannschaften, unter anderem das schwedische Skilanglauf-Nationalteam, die schwedische Handballnationalmannschaft und das norwegische Leichtathletikteam, die Fußballvereine SV Darmstadt 98, FSV Zwickau, FC Luzern und FC Aarau sowie diverse Einzelathleten: u. a. Björn Lind, Charlotte Kalla, Jens Byggmark, Torbjørn Sindballe und Pierre-Emmanuel Dalcin.
Von Craft gesponserte Veranstaltungen:
Vasaloppet, Tour de Ski (Presenting Sponsor), Bike Trans Germany (Titelsponsor)